# Municipio de Prairie Ronde
El municipio de Prairie Ronde (en inglés: Prairie Ronde Township) es un municipio ubicado en el condado de Kalamazoo en el estado estadounidense de Míchigan. En el año 2010 tenía una población de 2250 habitantes y una densidad poblacional de 23,83 personas por km².

## Geografía
El municipio de Prairie Ronde se encuentra ubicado en las coordenadas 42°7′1″N 85°42′2″O / 42.11694, -85.70056. Según la Oficina del Censo de los Estados Unidos, el municipio tiene una superficie total de 94.43 km², de la cual 92,79 km² corresponden a tierra firme y (1,73 %) 1,64 km² es agua.

## Demografía
Según el censo de 2010, había 2250 personas residiendo en el municipio de Prairie Ronde. La densidad de población era de 23,83 hab./km². De los 2250 habitantes, el municipio de Prairie Ronde estaba compuesto por el 96,98 % blancos, el 0,44 % eran afroamericanos, el 0,58 % eran amerindios, el 0,13 % eran asiáticos, el 0,71 % eran de otras razas y el 1,16 % eran de una mezcla de razas. Del total de la población el 2,13 % eran hispanos o latinos de cualquier raza.